# Мали бачки канал
Мали бачки канал спаја Велики бачки канал са Дунавом. Од Малог Стапара до Новог Сада. Дугачак је 66 km, а задатак му је скраћење воденог пута и напајање водом овог дела Бачке у сушном периоду. Он скраћује водени пут од Бездана до Новог Сада за 75 km. Има четири уставе. Некада је носио имена Франц Јозефов канал и Канал краља Александра.